# گمینا لیزبارک وارمینگسکی
گمینا لیزبارک وارمینگسکی (به لهستانی:  Gmina Lidzbark Warmiński) یک گمینا در لهستان است که در شهرستان لیزبارک واقع شده‌است. گمینا لیزبارک وارمینگسکی ۳۷۱٫۰۱ کیلومتر مربع مساحت و ۶٬۷۳۳ نفر جمعیت دارد.